# Thomas Nicholls

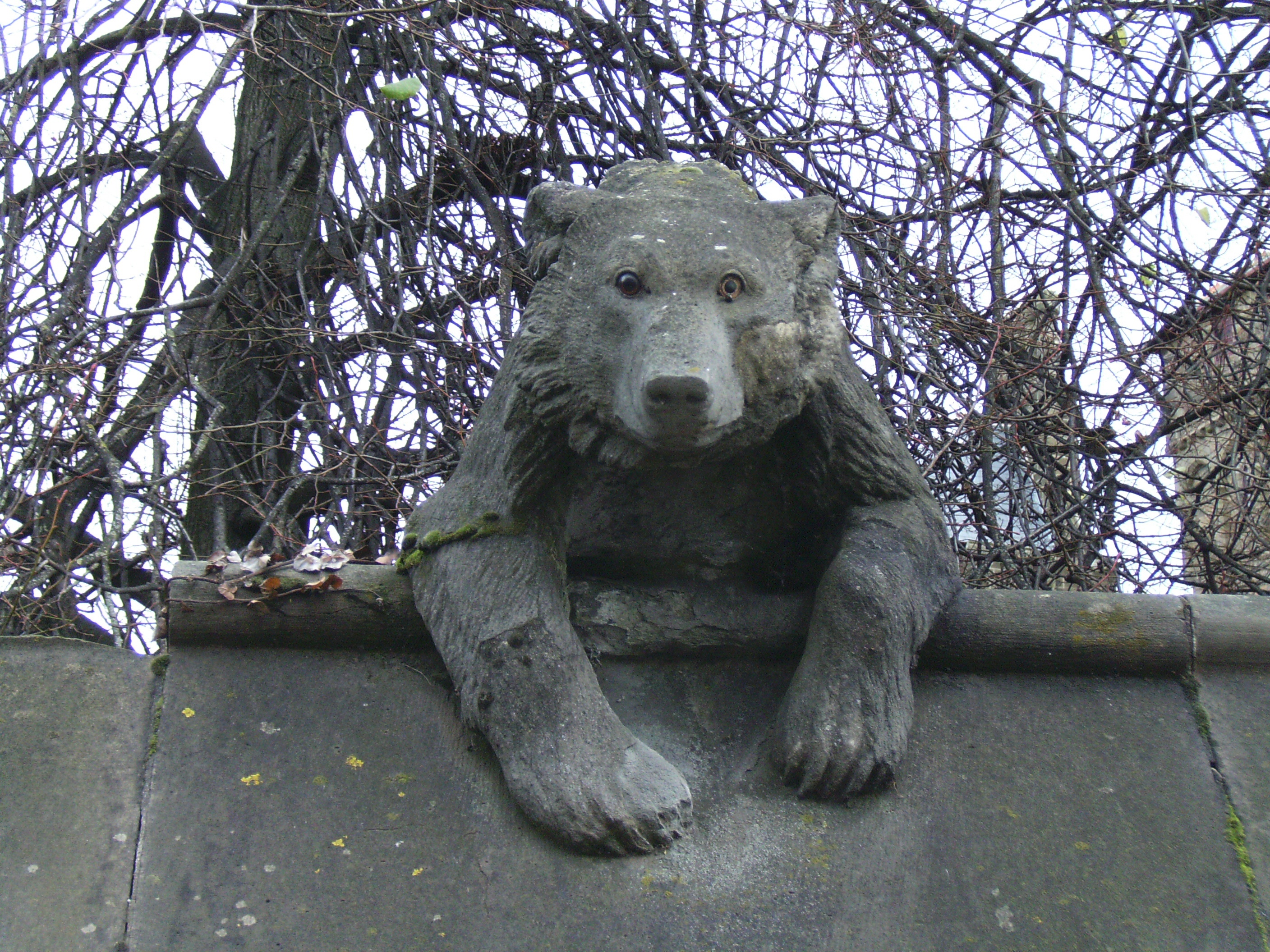
Animal Wall, Cardiff, Galles, Regno Unito

Thomas Nicholls (Londra, 1825 – 1900) è stato uno scultore britannico.

## Biografia
Durante la sua attività artistica Thomas Nicholls si contraddistinse in particolar modo per il legame con l'architetto William Burges. Nicholls lavorò a lungo con Burges, iniziando la collaborazione lavorando alla Cattedrale di San Finbar, a Cork, in Irlanda.
Successivamente, dopo avere completato le proprie opere presso la cattedrale, seguì l'architetto Burges nei suoi successivi lavori più importanti, partecipando sia ai lavori del Castello di Cardiff che a quelli di Castell Coch. Entrambi i prestigiosi lavori furono commissionati dal terzo marchese di Bute, John Crichton-Stuart.
Nicholls ebbe due figli, Thomas O. (nato nel 1863 circa) e Edward W. (nato nel 1867 circa), che seguirono la carriera paterna, divenendo scultori.